# Santa Catarina da Fonte do Bispo
Santa Catarina da Fonte do Bispo es una freguesia portuguesa del municipio de Tavira, tiene 118,98 km² de área y 2.085 habitantes (2001). Densidad: 17,5 hab/km².

## Fotografías

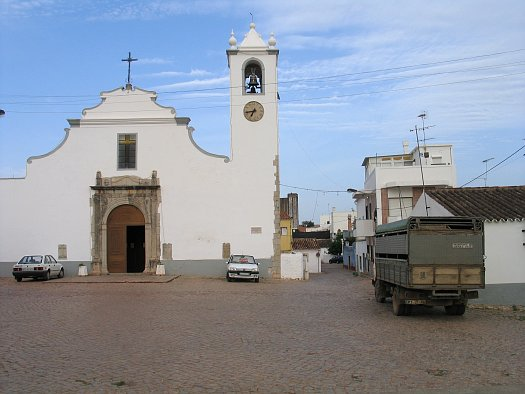
Iglesia Católica de Santa Catarina.